# Тънки слоеве
Тънки слоеве са слоеве от материали или допълнителни покрития с дебелина от части от нанометра до няколко микрометра. В природата се срещат естествено във формата на тънък течен филм, образуван при мехурчета от пяна или емулсия – например петна от масло в локва вода. Могат да се получават и целенасочено при изработката на функционални покрития. Добавянето на материал във формата на единичен тънък слой или многослойно покритие има полезни свойства, които се използват за получаване на практическа полза в електрониката, механиката и оптиката.

## Описание
Тънките слоеве са с дебелина от части от нанометра до няколко микрометра. В природата се срещат тънки течни филми. В много случаи тънкослойните покрития се произвеждат целенасочено поради полезните им свойства.

## Получаване и свойства
Получаването на тънки слоеве става с различни методи, като сред най-често използваните са:
- химическо или плазмено-химическо отлагане на материала от газова фаза
- процеси на отлагане във вакуум
  - термично изпарение на материал (чрез резистивно или електронно-лъчево нагряване)
  - йонно разпрашване в тлеещ разряд
  - вакуумно-дъгово нанасяне

Обектите с толкова малки размери имат коренно различни свойства в сравнение с масивни обекти от същия материал, например различна температура на топене, степен на преохлаждане и др. Много функционални покрития са ограничени по дебелина именно поради факта на запазване на тези особени свойства. Изменените свойства се дължат на увеличената повърхност, благодарение на което силите на повърхностно напрежение стават съществени.

## Приложения
В машиностроенето се нанасят различни защитни и износоустойчиви покрития, които подобряват техните свойства. Относително високата твърдост и инертност на керамичните материали ги прави подходящи за допълнително покритие като защита срещу корозия, окисление и износване. Например нанасянето на тънък керамичен слой върху острието на режещи инструменти може да удължи живота им с няколко порядъка.
В електрониката тънките слоеве от полупроводници, изолатори и метали са в основата на планарната технология и в частност на изработката на интегрални схеми. При твърдите дискове върху алуминиева или стъклена плоча се нанася серия от тънки слоеве, състоящи се от неметални подслоеве, които спомагат за правилната кристалографска ориентация и размер на зърната на последния, магнитен слой, в който се съхраняват битовете информация. Върху магнитния слой се полагат освен това тънък защитен слой от въглерод и съвсем тънък полимерен слой.
В производството на слънчеви батерии също се използват тънки слоеве, като върху поликристални подложки от силиций с дебелина 0,25 – 0,30 mm се създава p-n преход с дебелина няколко микрона, а отгоре се нанасят противоотражателни покрития, които увеличават количеството на погълната светлина.
В оптиката тънките слоеве се използват под формата на оптични покрития за изработване на оптични елементи с определени свойства – филтри, огледала, светоделители. Най-разпространени в ежедневния живот са антирефлексните (просветляващи, противоотражателни) покрития върху лещите на очилата, чрез които паразитното отражение на светлината може да се намали почти до 0.